# Campionati africani di lotta 2005
I campionati africani di lotta 2005 sono stati la 21ª edizione della manifestazione continentale organizzata dalla FILA. Si sono svolti dal 12 al 15 maggio 2005 a Casablanca, in Marocco. 

## Podi

### Uomini

#### Lotta libera
| Evento | Oro                           | Argento               | Bronzo                    |
| 55 kg  | Mohamed Ataya                 | Aoune Aysal           | Denver Christopher Jansen |
| 60 kg  | Hassan Ibrahim Madani         | Billal Gouine         | Akram Ariani              |
| 66 kg  | Walid Hassab El Nabi          | Farid Hanoun          | Riad Jelassi              |
| 74 kg  | Abd El Wahid Wesal            | Jilaili Abdestar      | Doudoud Diop              |
| 84 kg  | Mahmoud Ahmed Attia El Sayed  | Mohamed Ali Bouzaiane | Matar Sene                |
| 96 kg  | Saleh Moustafa                | John Chort            | Ibrahima Sarr             |
| 120 kg | Hisham Abdelwahab Abdelmoamen | Sofiane Akrout        | Moustafa Belfaida         |

#### Lotta greco-romana
| Evento | Oro                          | Argento            | Bronzo                       |
| 55 kg  | Karim Ibrahim El-Sayed       | Nabil Houssani     | Meher El Bouthouki           |
| 60 kg  | Mohamed Mustafa              | Mehdi Djlassi      | Ahmed Krikbou                |
| 66 kg  | Ashraf Meligy El Garably     | Ibrahim Khababa    | Charles Martin van der Merwe |
| 74 kg  | Ahmed Mohamed Abdelsadek     | Badreddine Amdouni | Messaoud Zeghdane            |
| 84 kg  | Ahmed Mohammadi              | Amor Bach Hamba    | Ahmed Fortas                 |
| 96 kg  | Karam Mohammed Gaber Ibragim | John Short         | Mustapha Bouari              |
| 120 kg | Yasser Abdelrahman Ali       | Mohamed Zebar      | Sofiane Akrout               |

### Donne

#### Lotta libera
| Evento | Oro                     | Argento          | Bronzo             |
| 48 kg  | Kawtar Othmani          | Leila Benhammoud | Saher Selim        |
| 51 kg  | Isabelle Sambou         | Dalila Rouabhia  | Hamida Abd El Wafa |
| 55 kg  | Rasha Mohamed Elneklawy | Ghariba Damou    | Nuhella Riabi      |
| 59 kg  | Samia Bejaoui           | Rokhiaton Souk   | Khadija Dakraoui   |
| 63 kg  | Doaa Ahmed Maher        | Faiza Bejaoui    | Latifa Rassam      |
| 67 kg  | Hayat Quasir            | Kaouthmen Ghanmi | Jacqueline Biaye   |
| 72 kg  | Sani Chortani           | Euphrasie Sambou | Karima Argoub      |

## Medagliere
La nazione ospitante è evidenziata.
| Pos.   | Paese     | Oro | Argento | Bronzo | Totale |
| ------ | --------- | --- | ------- | ------ | ------ |
| 1      | Egitto    | 15  | 0       | 2      | 17     |
| 2      | Tunisia   | 3   | 8       | 5      | 16     |
| 3      | Marocco   | 2   | 2       | 6      | 10     |
| 4      | Senegal   | 1   | 2       | 4      | 7      |
| 5      | Algeria   | 0   | 7       | 2      | 9      |
| 6      | Sudafrica | 0   | 2       | 2      | 4      |
| Totale | Totale    | 21  | 21      | 21     | 63     |